# Aleutentief
Das Aleutentief ist als Tiefdruckgebiet ein Aktionszentrum, das, vor allem im Winter, über dem Gebiet der Aleuten lagert und damit eine große Bedeutung für den Nordpazifik besitzt. In El-Niño-Jahren prägt sich dieses besonders stark aus und verlagert sich weiter nach Süden. So fallen die winterlichen Regenfälle in Kalifornien intensiver aus, was häufig Überschwemmungen westlich der Rocky Mountains nach sich zieht.
Das Aleutentief ist einer von vier Referenzpunkten der Pacific North American Pattern.
Das Islandtief ist das atlantische Pendant des Aleutentiefs.